# Leptocystinema asperum
Leptocystinema asperum , taksonomski priznata vrsta slatkovodne alge, parožine iz porodice Gonatozygaceae. Rod kojemu pripada smatra se sinonimom za Gonatozygon.